# Kołek rozporowy
Kołek rozporowy – element złączny wykorzystywany do mocowania lub osadzania wkrętów, śrub lub bolców w ścianach, posadzkach i stropach (cementowych, ceglanych, gipsowych itp.).
Kołek rozporowy umieszczony ciasno w otworze w miarę wkręcania wkręta lub śruby albo wciskania bolca jest rozpierany przez niego tak, że zwiększa swój wymiar poprzeczny i ściśle wpasowuje się w otwór. Połączenie takie charakteryzuje się dużą trwałością, jeśli jest obciążone tylko statycznie. Kołek rozporowy wykonany jest najczęściej z tworzywa sztucznego lub metalu.

## Historia

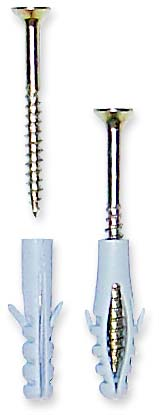
nowoczesny plastikowy kołek rozporowy

W 1910 roku John Joseph Rawlings, właściciel niewielkiej rodzinnej firmy z siedzibą w Londynie, otrzymał zlecenie na modernizację fasady budynku The British Museum. Problematyczny okazał się montaż instalacji elektrycznej przy wymaganym przez zleceniodawcę założeniu, że elementy mocujące będą niewidoczne i nie zniszczą dotychczasowej elewacji budynku. Aby tego dokonać, Rawlings opracował, jak się potem okazało, przełomowy sposób mocowania - pierwszy na świecie kołek rozporowy. Wykonany został z włókien juty namoczonych w mieszance krwi zwierzęcej i kleju. Włożona do ręcznie wywierconego otworu włókienna rurka rozprężała się pod wpływem wkręcania w nią śruby, co zwiększało siłę nacisku na wnętrze otworu. Rawlings wykonał zadanie i znalazł sposób mocowania elementów do ściany bez naruszania konstrukcji ścian i niszczenia tynku, a już w 1911 opatentował swój wynalazek w Londynie pod numerem 22680/11. Nowe zamocowanie okazało się na tyle praktyczne, że już wkrótce było powszechnie używane niemal na całym świecie, a sam Rawlings zarejestrował markę Rawlplug jako odrębny znak handlowy.
Nowoczesne kołki rozporowe z rozciętymi wzdłuż pionowej osi koszulkami zostały wymyślone przez Artura Fishera (1919-2016) w 1958 roku.